# Liste des monuments aux morts de La Réunion
 (avril 2023).
Pour un article plus général, voir Liste des œuvres d'art de La Réunion.
Cet article vise à recenser les monuments aux morts de La Réunion, en France.

## Liste
Les monuments sont classés par ordre alphabétique de communes, ou anciennes communes.
| Œuvre                                    | Auteur                                                                         | Commune                 | Localisation                                                        | Notes | Installation      | Coordonnées                        | Illustration |
| ---------------------------------------- | ------------------------------------------------------------------------------ | ----------------------- | ------------------------------------------------------------------- | --- | ----------------- | ---------------------------------- | --- |
| Monument aux morts                       | À déterminer                                                                   | Bois de Nèfles          | À déterminer                                                        | | À déterminer      | à géolocaliser                     | Image manquante |
| Monument aux morts                       | À déterminer                                                                   | Bras-Panon              | À déterminer                                                        | Deux murets encadrant une statue d'un homme nu. | À déterminer      | à géolocaliser                     | Image manquante |
| Monument aux morts                       | À déterminer                                                                   | Cilaos                  | À déterminer                                                        | La stèle est en basalte, sur une place, avec deux canons. | À déterminer      | à géolocaliser                     | Monument aux morts |
| Monument aux morts                       | Ferdinand Cerri (marbrier)                                                     | Entre-Deux              | Mairie                                                              | Texte inscrit : « Enfants de la commune de l'Entre-Deux morts au champ d'honneur pendant la guerre de 1914-1918 ». Mur et plaques.                                                                         | À déterminer      | à géolocaliser                     | Image manquante |
| Ancien monument aux morts                | Binel                                                                          | L'Étang-Salé            | À déterminer                                                        | Constitué de deux personnages stylisés en fer peint sur un socle en béton. | 1979              | à géolocaliser                     | Image manquante |
| Nouveau monument aux morts               | Elodie Kornheiser                                                              | L'Étang-Salé            | Près de la place du Général de Gaulle, à côté de l'église           | Stèle. | 11 novembre 2007  | à géolocaliser                     | Image manquante |
| Monument aux morts                       | À déterminer                                                                   | La Plaine-des-Palmistes | En face de la mairie, de l'autre côté de la rue de la République    | | À déterminer      | à géolocaliser                     | Monument aux morts |
| Monument aux morts                       | À déterminer                                                                   | La Possession           | À côté de l'église                                                  | Pilier. | À déterminer      | à géolocaliser                     | Image manquante |
| Monument aux morts                       | À déterminer                                                                   | Le Guillaume            | Sur la place de l'Église                                            | | À déterminer      | à géolocaliser                     | Image manquante |
| Monument aux morts                       | À déterminer                                                                   | Le Port                 | Sur la place de l'église Sainte Jeanne d'Arc                        | Pilier. | À déterminer      | à géolocaliser                     | Image manquante |
| Monument aux morts                       | Albert Leclerc                                                                 | Le Tampon               | Sur la place de la Mairie                                           | | À déterminer      | à géolocaliser                     | Monument aux morts |
| La Liberté,                              | Joseph Ebstein                                                                 | Les Avirons             | Sur la place de la Mairie                                           | Érigé en 1924 à Marengo. Il est retiré en 1962 et entreposé au dépôt d'arts et de monuments historiques de l'État à Paris. Offert par André Malraux en 1965.                                               | 4 décembre 1966   | à géolocaliser                     | La Liberté« Ebstein — WikiGenWeb », sur www.francegenweb.org (consulté le 29 décembre 2019),Le patrimoine des communes de La Réunion., Paris, Flohic éditions, 2000, 509 p. (ISBN 2-84234-085-X et 9782842340858, OCLC 47142203, lire en ligne) |
| Monument aux morts 1914-1918             | À déterminer                                                                   | Les Trois-Bassins       | Près de l'église                                                    | Aucun nom de soldat n'est mentionné. Structure pilier commémoratif, colonne tronquée, entourage grilles.                                                                                                   |                   | à géolocaliser                     | Image manquante |
| Monument aux morts                       | À déterminer                                                                   | Petite-Île              | À déterminer                                                        | | À déterminer      | à géolocaliser                     | Image manquante |
| Monument aux morts                       | À déterminer                                                                   | Plaine des Cafres       | À gauche de la mairie annexe                                        | | À déterminer      | à géolocaliser                     | Monument aux morts |
| Monument aux morts                       | Jean Delune et Maxime Real del Sarte                                           | Saint-André             | En face de la mairie, près de l'église en centre ville              | Édifice en pierre de plus de 6 mètres de hauteur, surmonté d'une vierge et orné d'une sculpture en bronze.                                                                                                 | 14 septembre 1938 | 20° 57′ 37″ sud, 55° 39′ 00″ est   | Monument aux morts de Saint-André |
| Monument aux morts                       | Eugène Bénet                                                                   | Saint-Benoît            | À déterminer                                                        | Également appelé Pro patria. | À déterminer      | à géolocaliser                     | Monument aux morts |
| Colonne de la Victoire                   | À déterminer                                                                   | Saint-Denis             | Sur le rond-point près de l'hôtel de ville                          | Colonne en granit surmontée d'une Victoire ailée. Inscrit MH (2007). | À déterminer      | 20° 52′ 43″ sud, 55° 26′ 55″ est   | Colonne de la Victoire |
| Mausolées de La Redoute                  | À déterminer                                                                   | Saint-Denis             | La Redoute                                                          | Inscrit MH (2007). | À déterminer      | à géolocaliser                     | Mausolées de La Redoute |
| Monument aux morts                       | À déterminer                                                                   | Saint-Gilles les Hauts  | Sur la place de l'Église                                            | | À déterminer      | à géolocaliser                     | Image manquante |
| Monument aux morts                       | À déterminer                                                                   | Saint-Joseph            | Près de l'église                                                    | | À déterminer      | à géolocaliser                     | Monument aux morts |
| Monument aux morts                       | À déterminer                                                                   | Saint-Leu               | Place à l’angle de la rue de la Compagnie des Indes et Cheteauvieux | Monument circulaire en pierre basaltique surmonté d’une stèle. | À déterminer      | à géolocaliser                     | Monument aux morts |
| Monument aux morts                       | Marbreries générales de Paris                                                  | Saint-Louis             | rue du Docteur-Raymond-Vergès                                       | Colonne en granit se terminant par une victoire ailée en marbre blanc. | 1925              | à géolocaliser                     | Image manquante |
| Monument aux morts                       | Maçon: Jean Sirin ; Sculpteurs: Edelbert Rousseau, Léonce Maret, Charles Taïde | Saint-Louis             | Place de l'Église de La Rivière                                     | Premier monument aux morts érigé à la Réunion. Un nœud composé de feuilles de laurier et de chêne, symboles de victoire et de longévité afin de rendre hommage aux soldats.                                | À déterminer      | à géolocaliser                     | Monument aux mortsOK, « Le plus vieux monument aux morts de la Réunion est à la Rivière Saint-Louis », sur Clicanoo.re (consulté le 6 mars 2019)                                                                                                |
| Monument aux morts                       | Saint-Paulois                                                                  | Saint-Paul              | Dans le jardin de la Liberté                                        | Texte inscrit : « À ses valeureux fils morts pour la patrie, 1914-1918 Saint Paul reconnaissant ». Pilier en basalte.                                                                                      | À déterminer      | 21° 00′ 41″ sud, 55° 16′ 11,7″ est | Monument aux morts de Saint-Paul |
| Monument aux morts de La Saline          | À déterminer                                                                   | Saint-Paul              | À déterminer                                                        | | À déterminer      | à géolocaliser                     | Image manquante |
| Monument aux morts                       | Jean Boucher                                                                   | Saint Pierre            | Sur la place de l'Hôtel de Ville                                    | Également appelé Le poilu 1919. Statue en bronze. | À déterminer      | à géolocaliser                     | Monument aux morts« Monument aux morts – Saint-Pierre de la Réunion », sur e-monumen.net (consulté le 6 mars 2019) |
| Monument aux morts                       | À déterminer                                                                   | Saint Philippe          | À déterminer                                                        | Deux structures en basalte. | À déterminer      | à géolocaliser                     | Monument aux morts |
| Monument aux morts                       | Rombaux-Roland                                                                 | Sainte-Marie            | En face de l’église Notre-Dame-de-l'Assomption                      | Stèle quadrangulaire composée d'un corps central avec deux corps latéraux et séparée de la route par une balustrade. Devant le monument est assise une femme en marbre blanc qui représente la République. | À déterminer      | à géolocaliser                     | Image manquante |
| Monument aux morts                       |                                                                                | Sainte-Marie            | Sur le côté de la mairie                                            | Série de plaques commémoratives apposées sur un mur du souvenir | À déterminer      | à géolocaliser                     | Monument aux morts |
| Monument aux morts                       | Pierre Brest                                                                   | Sainte-Rose             | En face de la mairie                                                | Édifice pour les poilus de Sainte Rose morts pour la nation. Plaque. | À déterminer      | à géolocaliser                     | Monument aux morts |
| Le Poilu victorieux (monument aux morts) | Copie d'après Eugène Bénet                                                     | Sainte-Suzanne          | 3 rue du Général de Gaulle                                          | | À déterminer      | à géolocaliser                     | Le Poilu victorieux (monument aux morts)« Monument aux morts- Sainte-Suzanne de la Réunion », sur e-monumen.net (consulté le 6 mars 2019) |
| L'Âme de la France                       | Carlo Sarrabezolles                                                            | Salazie                 | Mairie d'Hell-Bourg                                                 | Nom donné par son créateur. Classé MH (2004). | À déterminer      | 21° 03′ 53″ sud, 55° 31′ 16″ est   | L'Âme de la France |